# Heartbreakers
Heartbreakers (Las seductoras en España y Las estafadoras en Hispanoamérica) es una película estadounidense de 2001, dirigida por David Mirkin y protagonizada por Sigourney Weaver, Jennifer Love Hewitt, Gene Hackman, Jason Lee, Ray Liotta y Anne Bancroft en los papeles principales. 

## Sinopsis
Una madre, Max Conners (Sigourney Weaver), y su hija Page (Jennifer Love Hewitt), se ganan la vida estafando a hombres ricos. Su forma de operar consiste en que Max se casa con el hombre elegido, y en la noche de bodas cuando su marido quiere hacer el amor, ella se queda profundamente dormida. Entonces aparece Page y seduce al marido, lo que es descubierto por Max, quien le pide el divorcio y demanda al marido por una gran suma de dinero. 
Pero Page desea cambiar de papeles con su madre Max, y quiere encontrar a un hombre muy rico, el más rico de todos los que han engañado. Lo encuentran en William B. Tensy (Gene Hackman), pero Page también conoce a un chico Jack Withrowe (Jason Lee) del cual se enamora. Surge el conflicto entre madre e hija, ya que Page quiere dejar el estilo de vida que lleva. Para complicar más la situación, uno de los exmaridos, Dean Cumanno (Ray Liotta), las está buscando para vengarse.

## Argumento
Max y Page Conners, madre e hija, son un dúo de estafadoras. Los Conner están terminando una estafa contra Dean Cumanno, propietario de un taller de carrocería y delincuente de poca monta. La estafa, que los Conner han jugado muchas veces antes con otros hombres, implica que Max se case con Dean, se desmaye en su noche de bodas para evitar consumar el matrimonio, y luego Page (haciéndose pasar por la secretaria de Dean) atraiga a Dean a una posición comprometedora para justificar el divorcio inmediato de Max con un acuerdo considerable. La estafa tiene éxito.
Page declara que quiere ir en solitario. Max cede inicialmente, pero cuando van al banco a dividir sus ganancias, se enfrentan a un agente del IRS que les declara que le deben al gobierno una suma considerable además del resto de sus ahorros, que ya han sido embargados. Page acepta a regañadientes trabajar en una última estafa con Max en Palm Beach, para conseguir suficiente dinero para pagarle al IRS y facilitar que Page trabaje por su cuenta. Como objetivo, eligen al viudo William B. Tensy, un magnate del tabaco adicto a su propio producto.
Mientras trabaja en la estafa principal con Tensy, Page intenta una estafa secundaria sin que su madre lo sepa. Page apunta al dueño, Jack, de un bar frente a la playa que vale $3 millones. Ella le dice que se llama Jane, pero desarrolla sentimientos genuinos por él. Max se entera de la estafa secundaria y le dice a Page que rompa la relación, lo que Page hace de mala gana.
Tensy le propone matrimonio a Max antes de lo previsto, pero antes de que puedan casarse, accidentalmente se ahoga y muere mientras intenta iniciar relaciones sexuales con Max. Mientras Max y Page deciden qué hacer con el cuerpo, llega Dean, después de haber localizado a Max para disculparse y proponerle matrimonio nuevamente. Dean descubre que Max y Page lo estafaron y amenaza con llamar a las autoridades. Max se ofrece a devolver el dinero del acuerdo de divorcio de Dean si les ayuda a hacer que la muerte de Tensy parezca un accidente. Max le confiesa a Page que el IRS en realidad no se llevó su dinero; el agente era la mentora de Max, Barbara, quien aceptó ayudar a evitar que Page se fuera. Sin embargo, cuando Max, Page y Dean van al banco, el dinero realmente había desaparecido, habiendo sido liquidado en un acto de traición por parte de Barbara.
Para ayudar a Max, Page regresa con Jack y acepta su propuesta, planeando convertirla en una estafa habitual. Page insiste en que Jack no la engañará, pero se le rompe el corazón cuando, en su noche de bodas, irrumpe en la habitación de su madre y encuentra a Jack en una situación comprometedora con Max. Después de que se paga el acuerdo de divorcio, Dean confronta a Max sobre la ética de su estafa, señalando que incluso un "bueno" como Jack es sólo un ser humano. Max revela que Jack en realidad la rechazó y que ella tuvo que drogarlo, pero ella defiende sus acciones diciendo que Jack eventualmente lastimaría a Page. Dean responde que Max no tiene derecho a alejar a Page del hombre que ama por lo que "podría" pasar.
Arrepentida, Max le dice a Page la verdad y admite que sus esfuerzos por proteger a su hija solo la han lastimado de otras maneras. Page regresa con Jack y ambos se reconcilian, le devuelve el bar que Jack había vendido para pagar el acuerdo, y le dice su verdadero nombre. Max y Dean también se juntan, Dean admitiendo que todavía ama a Max a pesar de lo que ella le hizo pasar.
Al final, Dean, usando el nombre "Stanley", tiene un romance con Barbara, con Max mirándolos a través de binoculares, lo que revela que Max y Dean ahora están trabajando juntos para recuperar el dinero de Max de Barbara.

## Reparto
- Sigourney Weaver - Max Conners
- Jennifer Love Hewitt - Page Conners / Jane Helstrom / Wendy
- Ray Liotta - Dean Cumanno
- Jason Lee - Jack Withrowe
- Anne Bancroft - Gloria Vogal / Barbara
- Jeffrey Jones - Señor Appel
- Gene Hackman - William B. Tensy
- Nora Dunn - Señorita Madress
- Julio Oscar Mechoso - Leo
- Ricky Jay - Martillero de Dawson
- Sarah Silverman - Linda
- Zach Galifianakis - Bill
- Michael Hitchcock - Dr. Arnold Davis
- Carrie Fisher - Señorita Surpin
- Elya Baskin - Vladimir, camarero del Kremlin

## Producción
La película se desarrolló en Palm Beach, Florida. El rodaje comenzó en Los Ángeles y sus alrededores a finales de abril de 2000. En junio de 2000, el rodaje se trasladó al sur de Florida para secuencias filmadas en Palm Beach, Miami y Florida Keys. Las ubicaciones incluyeron The Breakers Hotel, The Glades y Worth Avenue.
Según el comentario del DVD del director David Mirkin, sólo algunas tomas externas en realidad se filmaron en Palm Beach, y el resto utilizó ubicaciones del área de Los Ángeles como sustitutos. La película contiene varias referencias a The Beatles, incluida Sigourney Weaver cantando una versión de "Back in the U.S.S.R." y el uso de  "Oh My Love" de John Lennon en varias escenas clave.

## Música
John Debney compuso la música, mientras que Danny Elfman compuso el tema Heartbreakers.

## Estreno
La película se estrenó en el puesto número 1 en la taquilla de Estados Unidos y recaudó $12,3 millones en su primer fin de semana. Llegó a recaudar un total de $57.756.408 en todo el mundo.

## Recepción
Heartbreakers recibió críticas mixtas de los críticos tras su lanzamiento. Roger Ebert  le dio a la película tres estrellas de cuatro y dijo que "hace lo que debe hacer una comedia: nos hace reír".
A.O. Scott, del New York Times, hizo una reseña entusiasta de la película y afirmó que: "En una época en la que la mayoría de las comedias te atacan la billetera con una patada en la ingle y una cachiporra en la espalda cabeza, éste, aunque tiene algunos instrumentos contundentes en su bolsa de trucos, tiene la clase y el profesionalismo para perpetrar una estafa honesta y sofisticada."
En Rotten Tomatoes, el 54% de 123 críticas son positivas. El "consenso de los críticos" en el sitio web afirma: "Aunque los actores ponen mucha energía en sus papeles, 'Heartbreakers' es demasiado larga y la trama romántica no combina bien. Además, las estafadoras no son particularmente comprensivo." En Metacritic, la película tiene una puntuación de 47 sobre 100, basada en reseñas de 32 críticos, lo que indica "críticas mixtas o promedio".< ref>«Heartbreakers». Metacritic.</ref> Las audiencias encuestadas por CinemaScore dieron la filmar una calificación de B− en una escala de A a F.